# Ñ
Das Ñ bzw. ñ ist ein Buchstabe des lateinschriftlichen Alphabets des Spanischen und einiger weiterer Sprachen. Es ist ein N mit Tilde. Sein Name im Spanischen ist eñe [ˈeɲe]. Es bezeichnet einen palatalen nasalen Konsonanten und wird in der alphabetischen Reihenfolge zwischen N und O eingeordnet. Auf der spanischen Tastatur befindet er sich rechts vom Buchstaben L, an der Stelle, an der sich auf einer deutschen Tastatur das Ö befindet.

## Herkunft

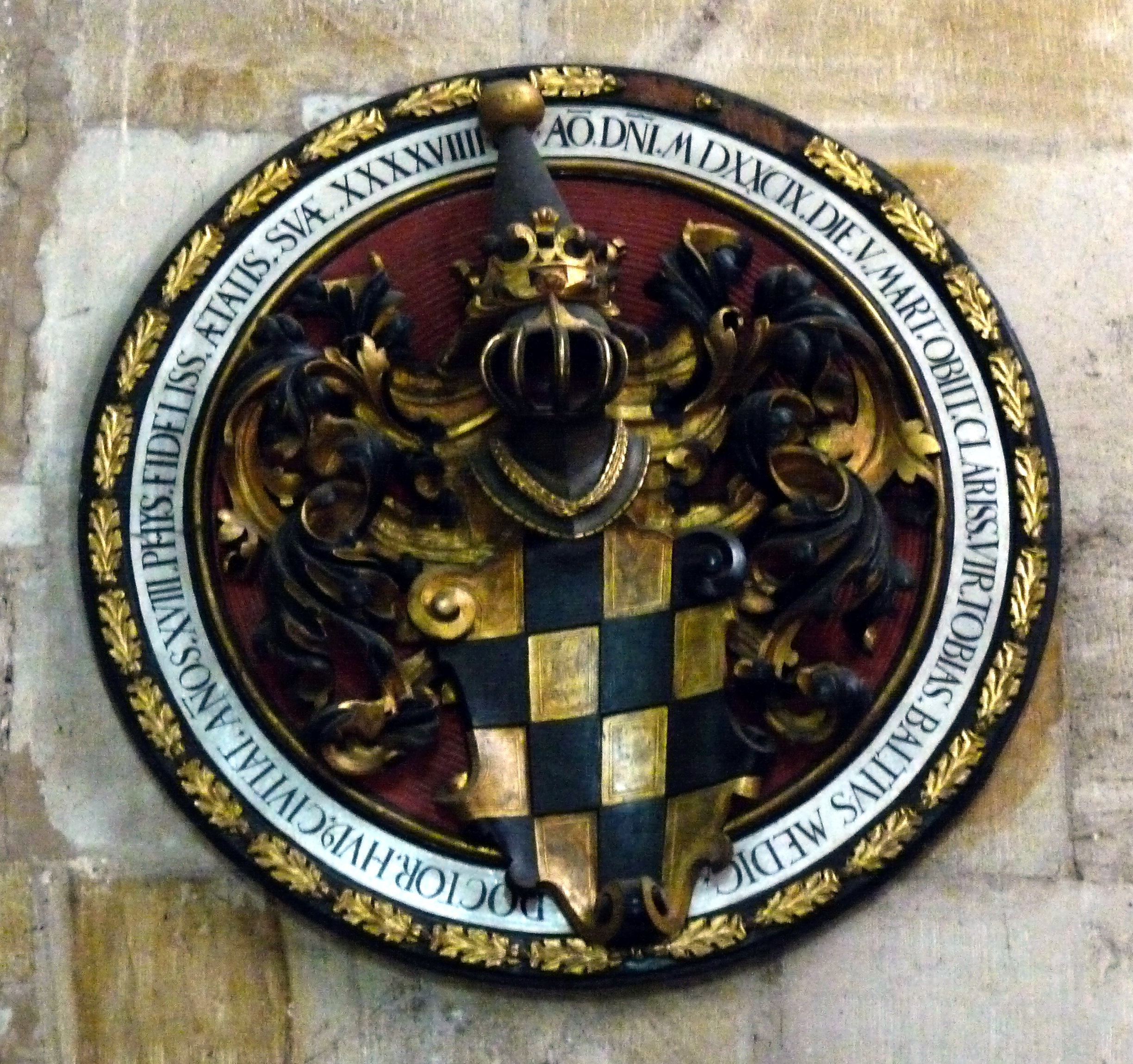
Totenschild in der Frauenkirche, Esslingen. Siehe den Nasalstrich in „AŌ“ und „AN̅OS“ statt ANNO und ANNOS.

Der Buchstabe entstand aus einem n mit darübergeschriebenem Nasalstrich, das in der Orthographie des mittelalterlichen Latein als Abkürzung für doppeltes n diente. Da sich das doppelte n des Lateinischen im Spanischen zu einem palatalen Nasal entwickelt hatte (z. B. lat. annus → span. año), nahm das n mit Querstrich hier diesen Lautwert an. Aufgrund seines eigenständigen Lautwertes wurde es mit der Zeit als selbständiger Buchstabe betrachtet und schließlich auch als solcher eingeordnet.
Er wird heute nach dem Vorbild des Spanischen mit demselben Lautwert in einigen weiteren Sprachen verwendet, so im Galicischen, Asturischen, Baskischen, Quechua, Aymara, Guaraní, Mapudungun, Tagalog und Chamorro. Im Nauruischen (siehe Beispiel Meneñ), Marshallesischen, Malagasy und dem 2012 revidierten lateinischen tatarischen Alphabet wird das Ñ für den Laut [ŋ] (stimmhafter velarer Nasal) verwendet.
In einigen Sprachen, wie dem Ungarischen, Indonesischen, Malaiischen, Zhuang und Katalanischen, wird derselbe phonetische Lautwert durch ny dargestellt (z. B. in Espanya anstatt España (Spanien)), im Portugiesischen durch ein nh (z. B. Espanha statt España oder Piranha statt Piraña), im Französischen und Italienischen durch gn (wie in lasagne bzw. lasagna). Im Bretonischen wird das ñ selbst nicht ausgesprochen, nasaliert aber den vorangehenden Vokal.

## Verwendung im Deutschen

### Spanische Fremdwörter

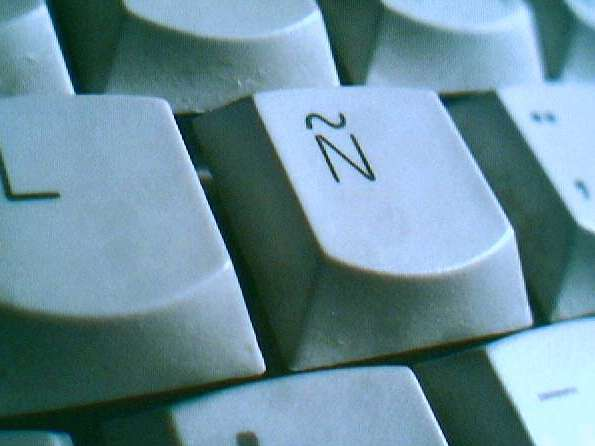
„Ñ“ auf einer spanischen Tastatur

Bei Fremdwörtern oder Wörtern mit spanischem Ursprung wird das ñ vom Duden übernommen.
- Jalapeño, der
- Piña colada, die
- Piñata, die
- Cañon, der (hier übernimmt der Duden die Tilde auf dem n, nicht aber den Akut auf dem o gemäß der spanischen Schreibweise cañón[1])

## Darstellung auf dem Computer

### Unicode
Im internationalen Zeichenkodierungssystem Unicode nimmt das große Ñ (Latin capital letter N with tilde) die Position U+00D1 ein, das kleine ñ (Latin small letter N with tilde) liegt auf U+00F1. Die gleiche Position hat es auch im Zeichensatz Latin-1.

### Tastatureingabe
Fehlt der Buchstabe ñ auf der Tastatur des PCs, kann er unter Microsoft Windows mit gedrückter ALT-Taste und 165 (Ñ) oder 164 (ñ) auf dem Ziffernblock eingetippt werden.
Funktionieren sollten auch noch die der windowseigenen Codepage entsprechenden Tastenkombinationen ALT und 0241 (ñ) oder 0209 (Ñ), unter älteren Versionen als Windows 2000 jedoch ohne führende Null, d. h. die ALT-Taste und 209 (Ñ) oder 241 (ñ) auf dem Ziffernblock. Unter Mac OS X wird der Kleinbuchstabe erzeugt, indem man die Wahltaste (auch mit „Alt“ beschriftet) und „n“ drückt, gefolgt von „n“ (ohne Wahltaste). Zum Schreiben des Großbuchstabens wird vorher die Feststelltaste gedrückt. Unter Unixähnlichen Betriebssystemen wird er mittels Compose-Taste gefolgt von N (oder n), gefolgt von ~ (Tilde) oder mittels der Tottaste ~ gefolgt von N erzeugt.
Mit der deutschen Standard-Tastaturbelegung E1 und deren Vorgängerfassung T2 wird Ñ/ñ mit der Tastenfolge Alt Gr+i (für den Tilde-Akzent) gefolgt von N/n eingegeben.

### HTML
In HTML kann das Zeichen auch mit folgenden Entitäten umschrieben werden:
- Großbuchstabe Ñ: &Ntilde;
- Kleinbuchstabe ñ: &ntilde;

### TeX
In TeX kann das Zeichen als Kombination aus Buchstaben und diakritischem Zeichen erzeugt werden, also mit den Zeichenfolgen \~N und \~n.